# Dmitar II. Gruzijski
Dmitar II. Požrtvovni ili Predani, gruz. დემეტრე II თავდადებული, (1259. – 12. ožujka 1289.), iz dinastije Bagrationi, bio je kralj Gruzije od 1270. do 1289. godine. 
Sin kralja Davida VII. i njegove žene Gonc'e, Dmitar je imao samo dvije godine kada su mu majku 1261. ubili Mongoli. Nakon smrti njegova oca 1270. naslijedio je prijestolje kao jedanaestogodišnjak. Neko vrijeme vladao je pod regentstvom Saduna Mankaberdelija. Od 1277. do 1281. sudjelovao je u kampanjama Abaka-kana protiv Egipta, a posebno se istaknuo u Drugoj bitci kod Homsa (29. listopada 1281.) Iako je vladao pod titulom kralja Gruzijaca, Abhažana itd., njegova je vlast pokrivala samo istočne dijelove kraljevstva. Zapadna Gruzija bila je pod vlašću imeretskog ogranka dinastije Bagrationi.
Dmitar se smatra prilično kontroverznom osobom. Posvećen kršćanstvu, bio je kritiziran zbog svoje poligamije.
Godine 1288., prema nalogu Argun-kana, pokorio je pobunjenike pokrajine Derbent na Kaspijskom jezeru. Iste godine Argun je otkrio zavjeru u organizaciji njegova moćnog vezira Buke, čiji je sin bio oženjen Dmitrovom kćeri. Buka i njegova obitelj bili su masakrirani. Dmitru, za kojeg se smatralo da je uključen u spletku, bilo je naloženo da se pojavi u mongolskom glavnom gradu ili pred Argunom, pod prijetnjom napada na Gruziju. Potaknut savjetima svojih plemića Dmitar se zaputio Argunu suočiti se sa smrću, no ondje je bio zatočen. Odrubljena mu je glava 12. ožujka 1289. Pokopan je u Mcheti, a kanonizirala ga je Gruzijska pravoslavna Crkva. 
Naslijedio ga je rođak Vahtang II.

## Brakovi i djeca
U jednom trenutku Dmitar je imao tri supruge. Godine 1277. oženio se kćeri Manuela I. Trapezuntskog i s njom je imao petero djece:
- David VII.
- Vahtang III.
- Princ Laša
- Princ Manuel
- Princeza Rusudan

Dmitar je također imao troje djece s drugom suprugom, mongolskom princezom Solgar:
- Princ Bajdu
- Princ Jadgar
- Princeza Djiadjak Jaqeli[1]

Oko 1280. oženio se trećom ženom, Natelom, kćeri Beke I. Jaqelija, atabega Meshetije. U tom braku imali su Đuru V. Briljantnog.

## Vanjske poveznice
- დემეტრე II თავდადებული  Arhivirana inačica izvorne stranice od 17. veljače 2021. (Wayback Machine) (in gruzijskom jeziku)